# Aeroportul El Bagre
Aeroportul El Bagre (IATA: EBG, ICAO: SKEB) este un aeroport din El Bagre, Antioquia, Columbia ce deservește zona El Bagre. Aeroportul a fost tranzitat în 2022 de 19.029 de pasageri. A fost numit după zona deservită.
Situat la o altitudine de 55 m, aeroportul dispune de o singură pistă.